# Augasmus luridus
Augasmus luridus is een keversoort uit de familie glanzende bloemkevers (Phalacridae). De wetenschappelijke naam van de soort werd in 2003 gepubliceerd door Lyubarsky.